# Заячківський Тит Йосипович
Тит Йо́сипович Заячкі́вський (8 квітня 1846, Лоп'янка — 25 вересня 1926, Дора) — український громадський та політичний діяч, посол до Галицького крайового сейму (1895—1901).

## Життєпис
Народився в сім'ї греко-католицького священика Йосифа Заячківського.
Після закінчення юридичного факультету Львівського університету працював у судах у Будзанові, Тисмениці, Коломиї, Галичі.
Радник Вищого крайового суду у Львові. Управитель львівської митниці.
Почесний громадянин міст Будзанів і Тисмениця.
Після виходу на пенсію провадив адвокатську канцелярію в Яблонові. Похований у родинному гробівці на Личаківському цвинтарі, поле № 44.

## Родина
Син греко-католицького священика Йосипа Заячківського. Батько нотаріуса і українського комісара Коломиї Романа Заячківського та одного із керівників КПЗУ Мирона Заячківського.